# Collinée
Collinée korábbi község Franciaországban, Côtes-d’Armor megyében. Lakosainak száma 979 fő (2018. január 1.).
2016. január 1-jén hat másik korábbi községgel egyesült és az így létrejött Le Mené új község része lett.

## Népesség
A település népességének változása:
| Lakosok száma | 552  | 619  | 722  | 894  | 938  | 927  | 921  | 6572 | 1044 | 979  |
|               | 1962 | 1968 | 1975 | 1990 | 1999 | 2008 | 2013 | 2016 | 2017 | 2018 |